# Georg Simon von Sina
Georg Simon svobodný pán von Sina, (německy Georg Simon Freiherr von Sina, řecky Γεώργιος Σίνας, 20. listopadu 1783, Niš – 18. května 1856, Vídeň) byl řecko-rakouský podnikatel z rodu Sinů arumunského původu.

## Život
Pocházel z významné rodiny řeckých obchodníků s bavlnou a do Vídně přišel se svým otcem Simonem Georgem Sinou starším (1753–1822). Rodinný kapitál investoval především do dopravních projektů, jako např. založení společnosti říční lodní dopravy, železnic či mostů přes Dunaj a také Neusiedler Papierwerke (dnes Mondi Group). Jeho nejvlivnějším konkurentem byla rodina Rothschildů.
Během napoleonských válek poskytoval velkorysé půjčky rakousko-uherskému státu. Dále získal rozsáhlá panství v Uhrách, Čechách, na Moravě a v Dolním Rakousku (Mauerbach, Rappoltenkirchen, Gföhl, Leopoldsdorf, Poděbrady, Brumov).
Sina poskytl státní poklad nově vzniklému Řeckému království a stal se řeckým královským generálním konzulem v Rakousku. V zámeckém parku v Rappoltenkirchenu (dnešní obec Sieghartskirchen) nechal zřídit mauzoleum podle plánu Theophila Hansena pro bojovníka za svobodu Alexandra Ypsilantise a zámek věnoval jeho rodině.
Příslušníci rodu Sina de Hodes et Kirgia, pocházející původně z Řecka, prožili velkou část života v bosenském Sarajevu, kde byl Šimon Jiří roku 1818 povýšen do panského stavu. Jeho dva synové Jiří Šimon a Johan Šimon obdrželi roku 1822 rakouský a maďarský titul svobodných pánů. Jeho první syn Simon svobodný pán von Sina se věnoval vědě a filosofii a financoval založení Sinovskou akademii v Aténách. Jeho druhý syn Johann Simon svobodný pán von Sina (16. ledna 1804 - 4. května 1869) působil jako bankéř a vlastník cukrovaru v Rosicích. Finanční investice jeho bratrů a otce pomohly omezit monopolní postavení Rotschildů ve výstavbě železnic v monarchii. Na císařskou žádost ze 17. února 1836 získali Sinasovi 5. března schválení k výstavbě druhé dráhy.
Jiří Šimon Sina měl syna Jiřího Sinu, který na Moravě vlastnil rozsáhlá panství: statek Velehrad, Rosice, Prštice, Brumov, Hrotovice, Dalešice, Myslibořice, Krhov, Slavětice a Valeč. Roku 1876 rod vymřel po meči a roku 1884 smrtí dcery Jiřího Siny, Ifigenie Ghiky de Defanfalvalt, provdané de Castries, vymřela rodová linie zcela.

## Další aktivity
Georg Simon von Sina přivedl pro své projekty do Vídně architekta Theophila von Hansen působícího v Aténách. Zřejmě nejznámější je jeho návrh a realizace budovy rakouského parlamentu.
Ze Sinova podnětu vznikla v jeho vlastním domě v Řecké čtvrti na Masném trhu / Fleischmarkt č. 20/22 Řecká kavárna Griechische Kaffeehaus, která předtím působila do roku 1827 v domě Zum weissen Ochsen (U bílého vola). Gastronomické zařízení existuje dodnes jako Cafe-Restaurant Vienne. Sinův portrét dodnes visí nad výčepem.
V roce 1877 po něm byla pojmenována Sinagasse v Kaisermühlen.
Rodinné heslo v jejich znaku bylo SERVARE INTAMINATUM (bez úhony schraňovat).